# (36435) 2000 PQ20
2000 PQ20 (asteroide 36435) é um asteroide da cintura principal. Possui uma excentricidade de 0.17766100 e uma inclinação de 5.85829º.
Este asteroide foi descoberto no dia 1 de agosto de 2000 por LINEAR em Socorro.